# عملية العاصفة
كانت عملية تيمبست أو عملية العاصفة (باللغة البولندية: akcja Burza، والتي يُشار إليها أحيانًا في اللغة الإنجليزية باسم عملية ستورم) عبارة عن سلسلة من الانتفاضات المناهضة للنازية خلال الحرب العالمية الثانية، قام بها جيش الوطن البولندي (باللغة البولندية: Armia Krajowa, AK)، والذي كان هو القوة المهيمنة في حركة المقاومة البولندية.
كانت عملية العاصفة تهدف إلى السيطرة على المدن والمناطق التي يحتلها الألمان، في حين كان الألمان يعدّون دفاعاتهم ضد الجيش الأحمر السوفيتي المتقدم. كانت السلطات المدنية السرية البولندية تهدف إلى الاستيلاء على السلطة قبل وصول السوفييت. كان الهدف الآخر لحكومة المنفى البولندية هو إعادة حدود عام 1939 مع الاتحاد السوفيتي، معلنة رفض الحدود وفقًا لخط كورزون الفاصل. «لقد اعتقدت الحكومة البولندية أنها برفضها قبول خط كورزون إنما تدافع عن حق بلدها في الوجود ككيان وطني. وقد قرروا إعادة العلاقات الروسية البولندية على أساس ترتيبات ما قبل عام 1939 الإقليمية».

## نبذة تاريخية
كان جيش الوطن البولندي، منذ نشأته، يستعد لانتفاضة وطنية مسلحة ضد الألمان. وُضع الإطار الأساسي للثورة المستقبلية في سبتمبر 1942. وفقًا للخطة، كان من المقرر أن يأمر رئيس الأركان البولندي في المنفى بالانتفاضة عندما تصبح هزيمة القوات المسلحة الموحدة لألمانيا (فيرماخت) على الجبهة الشرقية وشيكة. كان من المقرر أن تبدأ الانتفاضة في وسط بولندا: في الحكومة العامة، وزاجوبيا، ومحافظة كراكوف، ومناطق بياويستوك وبرست.
كانت الأهداف الأساسية للانتفاضة هي:
1. إنهاء الاحتلال الألماني.
2. مصادرة الأسلحة والإمدادات اللازمة للجيش النظامي البولندي على الأراضي البولندية.
3. التصدي للتهديد الذي يشكله جيش التمرد الأوكراني (انظر مذابح البولنديين في فولينيا).
4. إعادة بناء جيش بولندي نظامي.
5. إعادة بناء السلطة المدنية والاتصالات وصناعة الأسلحة.
6. الحفاظ على السلام والنظام خلف الجبهات الأمامية.
7. بدء عمليات هجومية ضد قوات الفيرماخت التي لا تزال على الأراضي البولندية.

كان من المقرر إعادة بناء الجيش النظامي البولندي على أساس نظام تشكيل المعركة البولندي فيما قبل الحرب. كانت وحدات جيش الوطن ستتحول إلى فرق عادية. كان من المقرر في البداية إنشاء 16 فرقة مشاة، و3 ألوية من سلاح الفرسان، ولواء من المركبات، ومن ثم تجهيزهم بالأسلحة المُستولى عليها أو بالأسلحة والإمدادات التي يقدمها الحلفاء. تمثلت المرحلة الثانية في إعادة بناء 15 فرقة إضافية و5 ألوية من سلاح الفرسان، وكانت هذه الفرق والألوية متمركزة قبل الحرب العالمية الثانية في شرق بولندا وغربها.
نُفذت الخطة جزئيًا. ابتداء من عام 1943، جُمعت وحدات جيش الوطن في وحدات أكبر حجمًا، وتحمل أسماء وأعداد الفرق والألوية والأفواج البولندية فيما قبل الحرب.